# Mara Rosa
Mara Rosa is een gemeente in de Braziliaanse deelstaat Goiás. De gemeente telt 10.360 inwoners (schatting 2009).